# 클레이튼 (블록체인)
클레이튼(Klaytn)은 대한민국의 기업인 카카오가 개발한 글로벌 오픈소스 퍼블릭 블록체인이다. 클레이튼은 2019년 6월에 출시되었다. 중점 분야로는 메타버스, 게임, 대체 불가능 토큰(NFT), 탈중앙화 금융(DeFi) 영역 등을 아우른다. 클레이튼 플랫폼은 자체 암호화폐를 보유하고 있다. 이용자들은 아태 지역의 개인 투자자이다.
클레이튼은 이더리움 가상 머신(EVM) 레이어 1 블록체인으로, 하이브리드 거버넌스 구조와 비잔티움 장애 허용(BFT)의 최적화 버전인 PBFT 합의 알고리즘을 활용한다. 클레이튼 플랫폼은 1초 블록 생성 시간과 즉각적 완결성(Finality) 뿐만 아니라 초당 최대 4000건(TPS)의 높은 처리량을 제공한다.
클레이튼 생태계는 250개 이상의 탈중앙화 애플리케이션(dApps)과 서비스로 구성되어 있다. 전세계 네트워크 사용자는 5천만 명 이상에 이른다.

## 역사
카카오는 탈중앙화 Web3 개념의 확장에 초점을 맞춰, 2018년 3월 소프트웨어 개발 자회사인 그라운드X (Ground X)를 설립했다. 그라운드X는 블록체인 기술과 서비스의 연구 개발에 중점을 둔다.
중점 분야로는 암호화폐 지갑, NFT 및 서비스형 블록체인(BaaS)에 이르는 디앱(dApp) 서비스 비즈니스 등이 있다. 그라운드X는 클레이튼 네트워크, 클립(Klip), 클립 드롭스(Klip Drops)를 비롯한 다양한 제품을 개발했다.
2018년 10월, 클레이튼은 9개의 서비스 제공업체와 첫번째 파트너십을 발표했다. 서비스 제공업체는 게이밍(Wemade Tree)과 콘텐츠(Piction Network) 등 다양한 산업 영역을 아우른다. 이로부터 2개월 후 클레이튼의 파트너 리스트에 8개의 블록체인 프로젝트가 추가됐다. 특히, 왓챠(Watcha)와 아틀라스(Atlas)를 비롯한 대규모 사용자 풀 기반 서비스 제공업체들이 블록체인 프로젝트의 개발사로 참여했다.
2018년 10월, 비공개 테스트넷, ‘아스펜(Aspen)’의 시범 운영을 시작했다.
이로부터 5개월 후, 공개 테스트넷 ‘바오밥(Baobab)’을 오픈했다.
2019년 6월, 클레이튼은 현재 메인넷인 사이프러스(Cypress)의 공식 런칭을 발표했다.
1개월 후, 와이 콤비네이터(Y Combinator)가 후원하는 블록체인 보안 회사 퀀트스탬프(Quantstamp)가 클레이튼 플랫폼의 스마트 컨트랙트 감사를 완료했다.
클레이튼은 메인넷 런칭 이후 대한민국의 지배적인 블록체인이 되었다. 2021년 7월, 그라운드X는 한국은행의 중앙은행 디지털화폐(CBDC) 모의실험 연구과제를 확보했다.(10) 치열한 입찰 경쟁에서 주요 경쟁사인 라인플러스(소프트뱅크-네이버 간 조인트 벤처(JV))와 SK C&C를 제치고 그라운드X가 우선협상대상 사업자로 선정되었다.
선정 발표 후, 그라운드X는 해당 연구과제의 하도급 업체인 이더리움 기반 개발사인 컨센시스(ConsenSys) 뿐만 아니라 카카오 계열사인 카카오뱅크와 카카오 뱅크를 공개했다. 여기에 삼성 갤럭시 또한 포함되었다.
코리아헤럴드(Korea Herald)의 보고서에 따르면, 한국은행은 모의실험 과제에 440만 달러를 배정했다. 향후 디지털 원화는 클레이튼 네트워크와 유사한 기술 기반의 체인을 활용할 전망이다.
2021년 2월, 포브스(Forbes)는 클레이튼을 올해의 상위 50대 블록체인 기업으로 발표했다. 이로부터 1개월 후, 클레이튼 DeFi 생태계(KLAYSwap)의 총예치자산(TVL)은 10억 달러를 상회했다.
2021년 8월, 카카오는 카카오 공동체의 글로벌 진출을 위한 지주사인 크러스트 유니버스(Krust Universe)의 비영리 법인 클레이튼 재단(Klaytn Foundation)을 설립했다.
클레이튼 재단은 클레이튼 생태계의 글로벌 확장을 선도하는 역할을 담당한다. 이와 같은 비즈니스 확대 활동은 클레이튼 성장 펀드(KGF)의 자금 지원을 받는다. 총 5억 달러 규모의 이 프로그램은 스타트업들이 클레이튼 상에서 혁신적인 제품을 만들도록 장려한다. 클레이튼 재단의 글로벌 본사는 싱가포르에 위치해 있다.
2022년 1월, 클레이튼 재단은 라이트페이퍼(Light Paper)를 통해 클레이튼 2.0 로드맵을 발표했다. 주요 중점 영역은 게이밍과 NFT가 될 전망이다.
2022년 3월, Ethereum Equivalence 지원을 위해 주요 업그레이드(Klaytn v1.8.0)를 공개했다. 이더리움 런던 하드포크에 따라 클레이튼 네트워크가 업데이트되었다. 1개월 후, 트랜잭션 정렬 등 새로운 기능과 개선사항이 반영된 클레이튼 v1.8.3이 출시되었다.
클레이튼 파트너 리스트에는 일본 인터넷 대기업 GMO, NFT 마켓플레이스 East NFT, 미국 엔터테인먼트 그룹 Animal Concerts, 글로벌 핀테크 액셀러레이터 F10 등이 있다.

## 클레이(KLAY)
초기 클레이튼 런칭 시 클레이 초기 발행량은 100억 개였다. 2022년 3월 기준, 클레이 코인의 유통량은 20억 개 이상이다.
클레이는 바이낸스(Binance), 빗썸(Bithumb), 쿠코인(KuCoin)을 비롯한 여러 주요 거래소에서 거래 가능하다.

## 구조
클레이튼은 엔터프라이즈 블록체인 플랫폼으로, 클레이튼 거버넌스 카운슬(GC)이라는 컨소시엄 구조를 따른다. 거버넌스 카운슬은 블록체인(바이낸스, 해시드(Hashed)), 소비가전(LG전자), 금융(신한은행), 미디어(한국경제신문) 등 주요 산업 전체를 아우르는 30개 이상의 글로벌 대기업으로 구성되어 있으며, 총 기업 가치는 1250억 달러를 상회한다.
클레이튼 합의 알고리즘은 주로 지분 증명(PoS) 기반으로, 노드의 지분에 따라 블록 생성 노드를 결정한다. 작업증명(PoW) 방식 대비 에너지 소모가 적음에도 불구하고, PoS 또한 완결성 부족 관련 문제로 어려움이 있다. 블록과 거래 완결성은 일정 기간이 지나야만 확률적으로 달성될 수 있어 고객 대면 및 금융 서비스에 문제를 야기한다.